# Bulzi
Bulzi (sardinski: Bùltzi) je grad i općina (comune) u pokrajini Sassariju u regiji Sardiniji, Italija. Nalazi se na nadmorskoj visini od 250 metara i ima 513 stanovnika.
 Prostire se na 21,67 km2. Gustoća naseljenosti je 24 st/km2.
Susjedne općine su: Laerru, Perfugas, Santa Maria Coghinas i Sedini.